# Острокрылки
Острокрылки, или мухи-острокрылки (лат. Lonchopteridae) — семейство насекомых из отряда двукрылых.

## Описание
Мухи жёлтой или бурой окраски длиной тела 2—3,5 мм. Крылья заострённые без поперечных жилок. Встречаются около воды и сырых местообитаниях. Личинки развиваются в детрите, в подстилке в лесу, а также в разлагающихся растительных субстратах. У некоторых видов отмечен партеногенез.

## Систематика
Семейство включает около 65 видов в шести родах, два из которых вымершие:
- Homolonchoptera Yang, 1999
- Lonchoptera Meigen, 1803
- Neolonchoptera Vaillant, 1989
- Spilolonchoptera Yang, 1998
- †Lonchopterites Grimaldi & Cumming, 1999
- †Lonchopteromorpha Grimaldi & Cumming, 1999

## Распространение
Семейство характеризуется всесветным распространением. Самым широко распространённым видом является Lonchoptera bifurcata.